# 莫比烏斯：黑色太陽
《莫比烏斯：黑色太陽》（：／），為韓國MBC於2021年10月29日起播出的金土連續劇，由《過來抱抱我》的魏得奎導演與劉尚編劇合作打造。此劇是《黑色太陽》的特別篇劇集，講述在四年前，徐秀妍、張天宇和都真淑，在信任與不信任間合作的故事。
香港、新加坡、馬來西亞、泰國、印尼、中東、南非及菲律賓由Viu於2021年10月29日起獨家播出。

## 演員陣容

### 主要人物
| 演員   | 角色   | 介紹 |
| 朴河宣 | 徐秀妍 | 國際部記者出身，目前停留在中國分公司，負責現場職員的支持和管理工作。因她出色的情報能力和判斷情況的爆發力，業務執行能力出眾。她不管做什麼事都要做好，這是因特招而遭受無形差別對待的她作出的回應方式，她相信那樣才能生存下去。她想要在國情院生存下去的理由只有一個，在姐姐死後，她從前生活的世界消失了。她在小時候早早失去了父母，和姐姐一起長大，她將獨自撫養自己的姐姐視為偶像，尊敬並依靠她。但是姐姐被自己追捕的毒販李健浩奪去了生命，充滿負罪感、復仇心而疲憊不堪的她辭去了記者的職務，找到了必浩。她在必浩的推薦下，通過特招進入了國情院。                                                                                                   |
| 丁文晟 | 張天宇 | 國情院海外情報局秘密要員，具有華人爸爸和韓國媽媽血統。從小，他就從事貿易的爸爸影響下，在韓國、香港、中國之間來回長大，因為無法完美融入到任何地方，他從小就對自己的認同感有很深的思考。他希望把韓國當作祖國，並得到韓國人的認可，因此剛滿20歲就自願加入了海軍陸戰隊。完成學業後，他報考了國情院。同時，他經常處於危機之中，因此擅長說謊和隨機應變，在自己受到懷疑之前，先試探對方，然後抓住對方的弱點。不管用什麼方法，只要堵住漏洞，就會毫不猶豫地破壞一切，這就是他活到現在的方法。他忍受著艱難的臥底生活，執行秘密任務的過程中，被國情院不顧自己陷入危險，強行鎮壓自己，感到了巨大的背叛感。此後，他不再是秘密要員，而是作為三合會成員的生活。 |

### 國情院海外部門
| 演員   | 角色   | 介紹 |
| 張榮男 | 都真淑 | NIS 海外處副次長 比起過程，她認為華麗的成果更重要。與其徹底應對，不如擦乾潑出去的水，因為那是更華麗的解決方法。她不試探對方，不共享情報，必要時會利用對方。她說出的話、微笑、動作等所有行動，都有她自己的想法。 |
| 崔德文 | 金在煥 | 海外情報局秘密要員 他是擔任30年秘密要員的老手，牢記「在陰暗的地方工作，嚮往陽地」的格言，被分配到海外工作。他白天在分配的工作地點工作，獲取信息後填寫手記，晚上把記錄隱藏發送。就這樣默默地執行任務的某一天，他從真淑那裏直接接到了運輸情報的命令，他感到與平時不同。為了以防萬一，他將氰化鉀膠囊放入嘴裏，在害怕死亡的剎那間猶豫不決，無法咀嚼氰化鉀膠囊。雖然被北韓間諜抓捕的時間只有一週，對於他來說，那一週就像永劫，比死亡更痛苦。他沒有結婚的理由，是認為自己是應該身處暗處的人。因為任務失敗了，必得罪於國，愧疚於民。 |
| 金鍾泰 | 姜必浩 | NIS 海外情報局局長 懷着無限自豪感忠於組織的局長，以為真淑的無理指示也是為了海外隊的安危。後來，他懷疑真淑的行為到底是為了海外隊，還是為了個人慾望。 |
| 黃熙   | 吳慶錫 | NIS海外情報局要員 他是黑客出身，也是特種部隊陸軍特種兵的狙擊手出身。進入國情院後，他曾是黑客的經歷被傳開後，在收拾殘局期間，被派到情報組工作。他是和顏悅色，眼裏露出調皮和少年美的善良的人。 |

### 三合會
| 演員   | 角色   | 介紹 |
| 全錫浩 | 王五   | 華陽幫第二把手，韓國華陽幫分派的右臂。他是自己人也不輕易相信，會立即處置背叛者的人，從他瞪大眼睛裏可以感受到他的生活方式。他在韓國定居，承攬大生意後，懷疑並警惕中途加入組織的天宇。 |
| 禹智賢 | 魏九平 | 三合會成員，延邊出身，沒有家人，從小在工廠工作，17歲時進入三合會見到了天宇。不知道是善良還是笨拙，他笑得很親切，像親哥哥一樣相信和追隨天宇。                                         |

### 其他人物
| 演員 | 角色   | 介紹 |
| 鄭煥 | 李健浩 | 毒販，進入韓國國內的毒品中，70%以上由他流通和銷售。他喜歡刺激、喜歡痛苦，知道追著自己的記者秀妍存在的時候，他覺得很有趣，一直看著她。然則，最後接近他的卻不是秀妍，而是秀妍的姐姐。 |
|      | 尹貞   | 精神醫學專家，秀妍的好朋友。在秀妍的親姐姐死後，她想要幫助精神疲憊的秀妍，但並不容易。為了能讓秀妍堅持下去，她偷偷給秀妍下藥。                                                      |

## 收視率
| 集數       | 播出日期   | AGB收視率        | AGB收視率      | TNMS收視率       | 分級         |
| 集數       | 播出日期   | 大韓民國（全國） | 首爾（首都圈） | 大韓民國（全國） | 分級         |
| ---------- | ---------- | ---------------- | -------------- | ---------------- | ------------ |
| 1          | 2021/10/29 | 3.6%             | 3.6%           | 2.8%             | 19岁以上观看 |
| 2          | 2021/10/30 | 3.0%             | 3.0%           | 1.8%             | 19岁以上观看 |
| 平均收視率 | 平均收視率 | 3.3%             | 3.3%           | 2.3%             | －           |

- 收視最低的集數以藍色表示，收視最高的集數以紅色表示，而空格則表示該集的收視沒有相關數據。

## 同時段作品
週五六時段劇集
- SBS 金土連續劇：《One the Woman》
- tvN 金土連續劇：《柔美的細胞小將》

週末時段劇集
- JTBC 週末連續劇：《具景伊》
- tvN 週末連續劇：《智異山》
- KBS2 週末連續劇：《紳士與小姐》

## 提名及獲獎列表
| 年度   | 頒獎典禮    | 獎項                      | 入圍者         | 結果 |
| 2021年 | MBC演技大獎 | 短篇劇部門 男子優秀演技獎 | 丁文晟         | 獲獎 |
| 2021年 | MBC演技大獎 | 最佳情侶獎                | 丁文晟＆朴河宣 | 提名 |

## 外部連結
- 韓國MBC官方網站
- Daum上《莫比烏斯：黑色太陽》的資料

| MBC 金土劇                                 | MBC 金土劇                                            | MBC 金土劇 |
| ------------------------------------------ | ----------------------------------------------------- | ---------- |
|                                            | 莫比烏斯：黑色太陽 （2021年10月29日－2021年10月30日） |            |
| 黑色太陽 （2021年9月17日－2021年10月23日） | 衣袖紅鑲邊 （2021年11月12日－2022年1月1日）           |            |

| 新加坡 马来西亚 Oh!K 週末 19:50 - 21:10    | 新加坡 马来西亚 Oh!K 週末 19:50 - 21:10                      | 新加坡 马来西亚 Oh!K 週末 19:50 - 21:10 |
| ------------------------------------------ | ------------------------------------------------------------ | --------------------------------------- |
|                                            | Moebius计划2012：黑色太阳 （2021年10月30日－2022年10月31日） |                                         |
| 黑色太阳 （2021年9月18日－2021年10月24日） | 衣袖红色镶边 （2021年11月13日－2022年1月2日）                |                                         |